# Carlisle (Antigua och Barbuda)
Carlisle är ett samhälle i Antigua och Barbuda.   Det ligger i parishen Parish of Saint George, i den norra delen av landet, 5 kilometer öster om huvudstaden Saint John's. Carlisle ligger 21 meter över havet och antalet invånare är 831. Det ligger på ön Antigua.
Terrängen runt Carlisle är huvudsakligen platt, men åt sydväst är den kuperad. Havet är nära Carlisle åt nordost. Närmaste större samhälle är Saint John's, 5,2 kilometer väster om Carlisle. 
Omgivningarna runt Carlisle är en mosaik av jordbruksmark och naturlig växtlighet. Runt Carlisle är det ganska tätbefolkat, med 222 invånare per kvadratkilometer.